# 1883 Rimito
1883 Rimito (1942 XA) là một tiểu hành tinh vành đai chính được phát hiện ngày 4 tháng 12 năm 1942 bởi Y. Vaisala ở Turku.